# Shorty Awards
Shorty Awards, также известная как Shortys — ежегодная церемония награждения людей и организаций, создающих короткие видео в режиме реального времени в Twitter, Facebook, YouTube, Instagram, TikTok, Twitch и других социальных сетях. Ежегодная церемония началась в 2008 году с вручения наград за достижения на платформе Twitter. С тех пор награды присуждаются за создание контента в других социальных сетях, включая Tumblr, Vine, Snapchat, YouNow и Перископ.
Церемония награждения проводится каждую весну и транслируется в прямом эфире. Каждая награда присуждается за весь объём работы создателя контента за календарный год, а не за отдельный твит или пост. В статье журнала Forbes в 2012 году о премии говорилось следующее: «Shortys признают, что социальные медиа — это нечто большее, чем вопрос о том, кто может получить больше всего подписчиков… мы создаём миллионы новых произведений, которые определят наше поколение… Эти записи… создают нашу историю рекордов».